# Hillerød Station
Hillerød Station er en dansk jernbanestation i byen Hillerød nord for København i Nordsjælland. Stationen er et vigtigt jernbaneknudepunkt, der fungerer som endestation for fire jernbaner:
- S-togsbanen Nordbanen fra København, der betjenes af linje A.
- Frederiksværkbanen der drives af Lokaltog, og som går til Hundested via Frederiksværk.
- Gribskovbanen, der ligeledes drives af Lokaltog, og som går til Tisvildeleje og til Helsingør via Gilleleje.
- Lille Nord, der ligeledes drives af Lokaltog, og som går til Helsingør via Fredensborg.

Selvom der er sporforbindelse mellem de fire jernbaner, bliver de sjældent brugt. Hver bane har sine egne dedikerede vendespor.
Busterminalen ved siden af stationen er centrum for bustransporten i Nordsjælland.

## Stationsprojekter
En ny togstation kaldet Favrholm Station blev i 2023 indviet, hvor S-tog og lokalbaner krydser Overdrevsvejen, 1½ km syd for Hillerød Station. Her bygges også supersygehuset Nyt Hospital Nordsjælland med 4.000 ansatte, og ny bydel kaldet Favrholm nord og syd for Overdrevsvejen mellem den nye station og Roskildevej.
Nogle af lokalbanerne forventes at få ny endestation på Favrholm i stedet for Hillerød, og deres spor føres gennem Hillerød Station. Projektet er en del af byfornyelse omkring Hillerød Station. Ombygningen er færdig i 2027.

## Galleri
- Linje B der tidligere betjente stationen.
- Godsvogn imellem to S-tog (linje A og E), hvor kun linje A nu har endestation på Hillerød Station.
- Frederiksværkbanens spor.
- Togviserskilte på Gribskovbanens perron.
- Lokalbanens tog til Tisvildeleje og Helsingør via Fredensborg.
- Busterminalen.

## Antal rejsende
Ifølge Østtællingen var udviklingen i antallet af dagligt afrejsende med Nordbanen (strækningen Hillerød-Helsingør):
| År   | Antal | År   | Antal |
| ---- | ----- | ---- | ----- |
| 1984 | -     | 1996 | 1.051 |
| 1987 | -     | 1997 | 943   |
| 1990 | -     | 1998 | 1.076 |
| 1991 | 1.031 | 2000 | 1.093 |
| 1992 | 1.122 | 2001 |       |
| 1993 | 1.137 | 2002 |       |
| 1995 | 1.021 | 2003 |       |

Ifølge Østtællingen var udviklingen i antallet af dagligt afrejsende med S-tog:
| År   | Antal | År   | Antal | År   | Antal | År   | Antal |
| ---- | ----- | ---- | ----- | ---- | ----- | ---- | ----- |
| 1957 | -     | 1974 | 4.092 | 1991 | 6.315 | 2001 | 9.030 |
| 1960 | -     | 1975 | 5.293 | 1992 | 6.479 | 2002 | 8.783 |
| 1962 | -     | 1977 | 5.637 | 1993 | 6.791 | 2003 | 9.279 |
| 1964 | -     | 1979 | 7.835 | 1995 | 6.540 | 2004 | 9.674 |
| 1966 | -     | 1981 | 7.033 | 1996 | 6.250 | 2005 | 8.507 |
| 1968 | 3.817 | 1984 | 9.057 | 1997 | 6.081 | 2006 | 8.117 |
| 1970 | 3.862 | 1987 | 7.938 | 1998 | 6.778 | 2007 | 7.924 |
| 1972 | 3.992 | 1990 | 8.341 | 2000 | 9.602 | 2008 | 7.405 |

Note: tallene i 1984, 1987 og 1990 omfatter samtlige rejsende fra Hillerød.